# 4,2-cm-leichte Pak 41
Die 4,2-cm-leichte Panzerjägerkanone 41 (kurz 4,2-cm-Pak 41) war eine Panzerabwehrkanone der Wehrmacht im Zweiten Weltkrieg.

## Entwicklung
Die 4,2-cm-Pak 41 entstand im Zuge der Leistungssteigerung der 3,7-cm-Pak. Während die Gesamtkonzeption der 3,7-cm-Pak durchaus überzeugen konnte, mangelte es ihr bereits 1940 gegen die gut gepanzerten Kampfpanzer der Franzosen und Briten deutlich an der erforderlichen Durchschlagsleistung.
Die Waffeningenieure der Rüstungsfirmen Janecek, Krieghoff, Mauser, Gustloff, Rheinmetall, Steyr und Krupp arbeiteten nach Beginn des Krieges für eine Vielzahl von Kalibern an einer Weiterentwicklung des konischen Prinzip zur Steigerung der V° und Durchschlagskraft mittels Hartkerngeschossen mit Weichmantelumhüllung. Hierzu zählte auch ein Geschütz für die Lafette der 3,7-cm-Pak, dass Geschosse im Kaliber 4,2 cm verfeuerte, die an der Mündung auf 2,9 cm zusammengepresst waren und dadurch eine hohe Mündungsgeschwindigkeit erreichten.
An der neue Pak mit der geheimen Gerätenummer 5-0404 wurde gegenüber der 3,7-cm-Pak folgende Teile ersetzt:
Rohr mit Verschluss, Abzugsvorrichtung und Schlitten / Rohrbremse und Federvorholer mit Ausnahme des Bremszylinders mit Stopfbuchse / Drehfedern der Schwingschenkel / Reinigungsgerät / Mündungskappe / Verschlussüberzug / Marschüberzug
Geändert wurden: wenige Teile an der Lafette / Strichplatte des Zielfernrohres / Zubehör
Im Weiteren entsprach das Geschütz in allen Punkten der 3,7-cm-Pak.
Das Gerät ist in der Dienstvorschrift D 391 vom 23. Februar 1942 beschrieben. Zu erkennen ist die 4,2-cm-Pak 41 im Vergleich zur 3,7-cm-Pak an dem längeren Rohr (2,25 m vs. 1,66 m).

## Geschichte und Produktion
Die 1941 eingeführte 4,2-cm-Pak 41 war nach der 2,8-cm-schwere Panzerbüchse 41 die zweite Panzerabwehrwaffe mit konischem Rohr, die an die Wehrmacht übergeben wurde. Genau wie bei der 2,8-cm-s.Pz.B. 41 interessierte sich schon vor der Einführung die Fallschirmtruppe für dieses Geschütz. Die Kombination aus geringem Gewicht und guter Durchschlagsleistung war attraktiv, da eine solche leichte Waffe in unzerlegten Zustand von Flugzeugen abgeworfen werden konnte. Per Schreiben vom 7. August 1941 ersuchte das Generalkommando XI. Fliegerkorps das Heereswaffenamt um die Zuweisung von 140 dieser Geschütze mit Munitionsausstattung. Aus dem Schreiben geht hervor, dass zu diesem Zeitpunkt bereits die Truppenerprobung mit 4 Geschützen lief. Die Fertigungsmenge sollte 300 Stück betragen. Der Herstellungspreis des Geschützes betrug 7800 RM.
Der „Überblick über den Rüstungsstand des Heeres“ gibt Auskunft über die Abnahmezahlen und den Zeitraum. So wurden im November 1941 die ersten 9 Geschütze der Serienfertigung produziert. Die letzte Abnahme ist für Mai 1942 mit 93 Stück vermerkt. Wenn man die 4 Vorseriengeschütze hinzuzählt kommt man auf eine Gesamtstückzahl von 317 Stück.
Eine nicht unerhebliche Stückzahl wurde wunschgemäß an die Luftwaffe geliefert, 40 im April, 60 im Mai und 5 im Juli 1942. Doch schon vorher erhielt die Waffen-SS im Januar 1942 bereits 25 Stück für die Truppenerprobung. Die Luftwaffe baute für die 3,7-cm-Pak und die 4,2-cm-Pak 41 einen speziellen Abwurfrahmen, das Gerät 10-5251 A-1. Davon gab es zwei Ausführungen Fl 414600 und Fl 414620. Nur der Schutzschild wurde für den Transport im Rahmen demontiert.

## Munition
Für die lePak 41 gab es Sprenggranaten und zur Panzerbekämpfung die Panzergranate 41 mit Wolframkern. Mit dem Kern von Kaliber 28 mm konnten auf 250 Meter Entfernung bei einer 60° schrägen Panzerplatte (Abweichung 30° von der Vertikalen), 83 mm Stahl durchschlagen werden. Bei einer senkrecht zur Flugbahn aufgestellten Panzerplatte waren es auf die gleiche Entfernung 105 mm. Auf 1000 Meter betrugen die entsprechenden Werte noch 53 mm beziehungsweise 60 mm. Diese Werte sind gemäß den damaligen deutschen Normen vom Heeres-Waffenprüfamt ermittelt worden und nicht genau mit ausländischen Angaben zu Durchschlagsleistungen vergleichbar.
Da zur Fertigung der Panzergranate 41 Wolfram benötigt wurde, welches nicht mehr in ausreichender Menge zur Verfügung stand, und weil für eine Legierung in der Lafette der Mangelrohstoff Mangan erforderlich war, wurde die Fertigung im Mai 1942 eingestellt. Bis dahin waren 136 Geschütze an das Heer ausgeliefert worden, von denen im November 1944 noch 41 vorhanden waren.